# Dactylorhiza formosa
Dactylorhiza formosa är en orkidéart som beskrevs av Sóo. Dactylorhiza formosa ingår i Handnyckelsläktet som ingår i familjen orkidéer. Inga underarter finns listade i Catalogue of Life.